# Profresor Roberto Barrios
Profresor Roberto Barrios är en ort i Mexiko.   Den ligger i kommunen Palenque och delstaten Chiapas, i den sydöstra delen av landet, 800 km öster om huvudstaden Mexico City. Profresor Roberto Barrios ligger 156 meter över havet och antalet invånare är 1 173.
Terrängen runt Profresor Roberto Barrios är huvudsakligen kuperad, men norrut är den platt. Profresor Roberto Barrios ligger nere i en dal. Runt Profresor Roberto Barrios är det ganska tätbefolkat, med 54 invånare per kvadratkilometer. Närmaste större samhälle är Belisario Domínguez, 10,8 km nordväst om Profresor Roberto Barrios. I omgivningarna runt Profresor Roberto Barrios växer i huvudsak städsegrön lövskog.